# Chatuzange-le-Goubet
 Chatuzange-le-Goubet  là một xã thuộc tỉnh Drôme trong vùng Auvergne-Rhône-Alpes đông nam nước Pháp. Xã Chatuzange-le-Goubet nằm ở khu vực có độ cao từ 150-327 mét trên mực nước biển.